# Weißgefleckter Schlangenaal
Der Weißgefleckte oder Spitzschwanz-Schlangenaal (Myrichthys breviceps) lebt im tropischen westlichen Atlantik, an den Küsten der Bermudas, der Bahamas, Südfloridas, Yukatans, der Antillen und des nördlichen Südamerikas. Die Fische bevorzugen Schelfgebiete kontinentaler Küsten und halten sich vor allem in Seegraswiesen, über Sandzonen zwischen Korallenriffen, aber auch in Hafenanlagen, meist in sehr flachem Wasser von einem bis neun Metern Tiefe auf. Im größten Teil des Verbreitungsgebietes sind sie eher selten und nur lokal häufig.

## Merkmale
Weißgefleckte Schlangenaale werden einen Meter lang. Sie sind von grauer Farbe und von großen hellen, weißlichen bis gelben Flecken bedeckt. Die Körperoberseite ist etwas dunkler. Die Nasenlöcher sind, wie bei allen Schlangenaalen, zu kurzen Röhrchen ausgezogen. Weißgefleckte Schlangenaale werden vom Ufer oft von Touristen gesehen und für Seeschlangen gehalten.

## Ernährung
Weißgefleckte Schlangenaale ernähren sich vor allem von Krebstieren. Bei Untersuchungen wurde ein Krabbenanteil von 86 % festgestellt, zu jeweils sieben Prozent bestand die aufgenommene Nahrung aus Fangschreckenkrebsen und Seeigeln. Meist gehen die Tiere in der Dämmerung auf Nahrungssuche und stöbern auf dem Meeresgrund in kleinen Löchern und Spalten nach ihrer Beute. Dabei werden sie oft von größeren Raubfischen, wie Schnappern und Stachelmakrelen begleitet, die flüchtende Fische erbeuten.